# Copa Davis 2016
La Copa Davis 2016, també coneguda com a Davis Cup by BNP Paribas 2016, correspon a la 105a edició del torneig de tennis masculí més important per nacions. Setze equips participaren en el Grup Mundial i més de cent en els diferents sectors regionals.
L'equip argentí va guanyar el primer títol del seu palmarès després de quatre finals disputades sense èxit.

## Grup Mundial
| Equips participants | Equips participants | Equips participants | Equips participants |
| ------------------- | ------------------- | ------------------- | ------------------- |
| Alemanya            | Argentina (6)       | Austràlia (8)       | Bèlgica (2)         |
| Canadà              | Croàcia             | Estats Units        | França (5)          |
| Itàlia              | Japó                | Kazakhstan          | Polònia             |
| Regne Unit (1)      | Sèrbia (7)          | Suïssa (4)          | Txèquia (3)         |

### Quadre
|  | Primera ronda 4 - 6 de març            | Primera ronda 4 - 6 de març   | Primera ronda 4 - 6 de març             |                                |            | Quarts de final 15 - 17 de juliol | Quarts de final 15 - 17 de juliol   | Quarts de final 15 - 17 de juliol |   |   | Semifinals 16 - 18 de setembre | Semifinals 16 - 18 de setembre  | Semifinals 16 - 18 de setembre |  |   | Final 25 - 27 de novembre | Final 25 - 27 de novembre | Final 25 - 27 de novembre |
|  |                                        |                               |                                         |                                |            |                                   |                                     |                                   |   |   |                                |                                 |                                |  |   |                           |                           |                           |
|  | Birmingham, Regne Unit (dura interior) |                               |                                         |                                |            |                                   |                                     |                                   |   |   |                                |                                 |                                |  |   |                           |                           |                           |
|  | 1                                      | Regne Unit                    | 3                                       |                                |            |                                   |                                     |                                   |   |   |                                |                                 |                                |  |   |                           |                           |                           |
|  | 1                                      | Regne Unit                    | 3                                       | Belgrad, Sèrbia (terra batuda) |            |                                   |                                     |                                   |   |   |                                |                                 |                                |  |   |                           |                           |                           |
|  |                                        | Japó                          | 1                                       |                                |            |                                   |                                     |                                   |   |   |                                |                                 |                                |  |   |                           |                           |                           |
|  |                                        | Japó                          | 1                                       | 1                              | Regne Unit | 3                                 |                                     |                                   |   |   |                                |                                 |                                |  |   |                           |                           |                           |
|  | Belgrad, Sèrbia (dura interior)        |                               |                                         | 1                              | Regne Unit | 3                                 |                                     |                                   |   |   |                                |                                 |                                |  |   |                           |                           |                           |
|  |                                        | 7                             | Sèrbia                                  | 2                              |            |                                   |                                     |                                   |   |   |                                |                                 |                                |  |   |                           |                           |                           |
|  | 7                                      | 7                             | Sèrbia                                  | 2                              | Sèrbia     | 3                                 |                                     |                                   |   |   |                                |                                 |                                |  |   |                           |                           |                           |
|  | 7                                      |                               |                                         |                                | Sèrbia     | 3                                 | Glasgow, Regne Unit (dura interior) |                                   |   |   |                                |                                 |                                |  |   |                           |                           |                           |
|  |                                        | Kazakhstan                    | 2                                       |                                |            |                                   |                                     |                                   |   |   |                                |                                 |                                |  |   |                           |                           |                           |
|  |                                        |                               |                                         |                                |            |                                   | 7                                   | Regne Unit                        | 2 |   |                                |                                 |                                |  |   |                           |                           |                           |
|  | Pesaro, Itàlia (terra batuda interior) |                               |                                         |                                |            |                                   | 7                                   | Regne Unit                        | 2 |   |                                |                                 |                                |  |   |                           |                           |                           |
|  |                                        | 6                             | Argentina                               | 3                              |            |                                   |                                     |                                   |   |   |                                |                                 |                                |  |   |                           |                           |                           |
|  | 4                                      | 6                             | Argentina                               | 3                              | Suïssa     | 0                                 |                                     |                                   |   |   |                                |                                 |                                |  |   |                           |                           |                           |
|  | 4                                      | Pesaro, Itàlia (terra batuda) |                                         |                                | Suïssa     | 0                                 |                                     |                                   |   |   |                                |                                 |                                |  |   |                           |                           |                           |
|  |                                        | Itàlia                        | 5                                       |                                |            |                                   |                                     |                                   |   |   |                                |                                 |                                |  |   |                           |                           |                           |
|  |                                        | Itàlia                        | 5                                       |                                | Itàlia     | 1                                 |                                     |                                   |   |   |                                |                                 |                                |  |   |                           |                           |                           |
|  | Gdańsk, Polònia (dura interior)        |                               |                                         |                                | Itàlia     | 1                                 |                                     |                                   |   |   |                                |                                 |                                |  |   |                           |                           |                           |
|  |                                        | 6                             | Argentina                               | 3                              |            |                                   |                                     |                                   |   |   |                                |                                 |                                |  |   |                           |                           |                           |
|  | 6                                      | 6                             | Argentina                               | 3                              | Argentina  | 3                                 |                                     |                                   |   |   |                                |                                 |                                |  |   |                           |                           |                           |
|  | 6                                      |                               |                                         |                                | Argentina  | 3                                 |                                     |                                   |   |   |                                | Zagreb, Croàcia (dura interior) |                                |  |   |                           |                           |                           |
|  |                                        | Polònia                       | 2                                       |                                |            |                                   |                                     |                                   |   |   |                                |                                 |                                |  |   |                           |                           |                           |
|  |                                        |                               |                                         |                                |            |                                   |                                     |                                   |   |   |                                |                                 |                                |  |   |                           |                           |                           |
|  |                                        |                               |                                         |                                |            |                                   |                                     |                                   |   |   |                                |                                 |                                |  | 6 | Argentina                 | 3                         |                           |
|  | Baie-Mahault, França (terra batuda)    |                               |                                         |                                |            |                                   |                                     |                                   |   |   |                                |                                 |                                |  | 6 | Argentina                 | 3                         |                           |
|  |                                        |                               | Croàcia                                 | 2                              |            |                                   |                                     |                                   |   |   |                                |                                 |                                |  |   |                           |                           |                           |
|  |                                        | Canadà                        | Croàcia                                 | 2                              | 0          |                                   |                                     |                                   |   |   |                                |                                 |                                |  |   |                           |                           |                           |
|  |                                        | Canadà                        | Třinec, República Txeca (dura interior) |                                | 0          |                                   |                                     |                                   |   |   |                                |                                 |                                |  |   |                           |                           |                           |
|  | 5                                      | França                        | 5                                       |                                |            |                                   |                                     |                                   |   |   |                                |                                 |                                |  |   |                           |                           |                           |
|  | 5                                      | França                        | 5                                       |                                | 5          | França                            | 3                                   |                                   |   |   |                                |                                 |                                |  |   |                           |                           |                           |
|  | Hannover, Alemanya (dura interior)     |                               |                                         |                                | 5          | França                            | 3                                   |                                   |   |   |                                |                                 |                                |  |   |                           |                           |                           |
|  |                                        | 3                             | Txèquia                                 | 1                              |            |                                   |                                     |                                   |   |   |                                |                                 |                                |  |   |                           |                           |                           |
|  |                                        | 3                             | Txèquia                                 | 1                              | Alemanya   | 2                                 |                                     |                                   |   |   |                                |                                 |                                |  |   |                           |                           |                           |
|  |                                        |                               |                                         |                                | Alemanya   | 2                                 | Zadar, Croàcia (dura interior)      |                                   |   |   |                                |                                 |                                |  |   |                           |                           |                           |
|  | 3                                      | Txèquia                       | 3                                       |                                |            |                                   |                                     |                                   |   |   |                                |                                 |                                |  |   |                           |                           |                           |
|  | 3                                      | Txèquia                       | 3                                       |                                |            |                                   |                                     |                                   |   | 5 | França                         | 2                               |                                |  |   |                           |                           |                           |
|  | Kooyong, Austràlia (gespa)             |                               |                                         |                                |            |                                   |                                     |                                   |   | 5 | França                         | 2                               |                                |  |   |                           |                           |                           |
|  |                                        |                               | Croàcia                                 | 3                              |            |                                   |                                     |                                   |   |   |                                |                                 |                                |  |   |                           |                           |                           |
|  |                                        | Estats Units                  | Croàcia                                 | 3                              | 3          |                                   |                                     |                                   |   |   |                                |                                 |                                |  |   |                           |                           |                           |
|  |                                        | Estats Units                  | Portland, Estats Units (dura)           |                                | 3          |                                   |                                     |                                   |   |   |                                |                                 |                                |  |   |                           |                           |                           |
|  | 8                                      | Austràlia                     | 1                                       |                                |            |                                   |                                     |                                   |   |   |                                |                                 |                                |  |   |                           |                           |                           |
|  | 8                                      | Austràlia                     | 1                                       |                                |            | Estats Units                      | 2                                   |                                   |   |   |                                |                                 |                                |  |   |                           |                           |                           |
|  | Lieja, Bèlgica (terra batuda interior) |                               |                                         |                                |            | Estats Units                      | 2                                   |                                   |   |   |                                |                                 |                                |  |   |                           |                           |                           |
|  |                                        |                               | Croàcia                                 | 3                              |            |                                   |                                     |                                   |   |   |                                |                                 |                                |  |   |                           |                           |                           |
|  |                                        | Croàcia                       | Croàcia                                 | 3                              | 3          |                                   |                                     |                                   |   |   |                                |                                 |                                |  |   |                           |                           |                           |
|  |                                        | Croàcia                       |                                         |                                | 3          |                                   |                                     |                                   |   |   |                                |                                 |                                |  |   |                           |                           |                           |
|  | 2                                      | Bèlgica                       | 2                                       |                                |            |                                   |                                     |                                   |   |   |                                |                                 |                                |  |   |                           |                           |                           |

## Play-off Grup Mundial
Els partits del Play-off del Grup Mundial es van disputar el 16 i 18 de setembre de 2016 i hi van participar els vuit equips perdedors de la primera ronda del Grup Mundial contra els vuit equips guanyadors dels Grup I dels tres sectors mundials. L'elecció dels caps de sèrie es va basar en el rànquing de la Copa Davis.
| Seu (superfície)                                             | Equip local   | Resultat | Equip visitant |
| ------------------------------------------------------------ | ------------- | -------- | -------------- |
| Olympic Tennis School, Taixkent, Uzbekistan (terra batuda)   | Uzbekistan    | 2 − 3    | Suïssa (1)     |
| Sleuyter Arena, Ostend, Bèlgica (dura interior)              | Bèlgica (2)   | 4 − 0    | Brasil         |
| Sydney Olympic Park Tennis Centre, Sydney, Austràlia (gespa) | Austràlia (3) | 3 − 0    | Eslovàquia     |
| Scotiabank Centre, Halifax, Canadà (dura interior)           | Canadà (4)    | 5 − 0    | Xile           |
| National Tennis Center, Moscou, Rússia (dura)                | Rússia        | 3 − 1    | Kazakhstan (5) |
| R.K. Khanna Tennis Stadium, Nova Delhi, Índia (dura)         | Índia         | 0 − 5    | Espanya (6)    |
| LTTC Rot-Weiß Berlin e.V., Berlín, Alemanya (terra batuda)   | Alemanya (7)  | 3 − 2    | Polònia        |
| Utsubo Tennis Center, Osaka, Japó (dura)                     | Japó (8)      | 5 − 0    | Ucraïna        |

## Sector Àfrica/Europa

### Grup I
Els partits de la primera i segona ronda del Grups I africà-europeu es van disputar entre el 4 i 6 de març, i 15 i 17 de juliol de 2016 respectivament. Els equips vencedors de la segona ronda van accedir al Play-off del Grup Mundial mentre que els perdedors de la primera ronda van accedir al Play-off de permanència als Grups II. Les rondes del play-off de descens es va disputar entre els dies 15 i 17 de juliol, i 16 i 18 de setembre. L'elecció dels caps de sèrie es va basar en el rànquing de la Copa Davis.
| Seu (superfície)                                                   | Equip local                      | Resultat                         | Equip visitant                   |
| Segona ronda (15 i 17 de juliol)                                   | Segona ronda (15 i 17 de juliol) | Segona ronda (15 i 17 de juliol) | Segona ronda (15 i 17 de juliol) |
| ------------------------------------------------------------------ | -------------------------------- | -------------------------------- | -------------------------------- |
| Sala Polivalenta, Cluj-Napoca, Romania (dura interior)             | Romania                          | 1 − 4                            | Espanya (1)                      |
| Campa Tennis Club, Bucha, Ucraïna (dura)                           | Ucraïna (4)                      | 3 − 2                            | Àustria                          |
| National Tennis Center, Moscou, Rússia (dura)                      | Rússia                           | 4 − 1                            | Països Baixos (3)                |
| Europe Tennis Center, Budapest, Hongria (terra batuda)             | Hongria                          | 0 − 3                            | Eslovàquia (2)                   |
| Primera ronda (4 i 6 de març)                                      |                                  |                                  |                                  |
| Sala Sporturilor, Arad, Romania (dura interior)                    | Romania                          | 4 − 1                            | Eslovènia                        |
| Pavilhao Vitoria Sport Clube, Guimarães, Portugal (dura interior)  | Portugal                         | 1 − 4                            | Àustria                          |
| Kazan Tennis Academy, Kazan, Rússia (dura interior)                | Rússia                           | 5 − 0                            | Suècia                           |
| Heroes' Square, Budapest, Hongria (terra batuda interior)          | Hongria                          | 3 − 2                            | Israel                           |
| Primera ronda de permanència (16 i 18 de setembre)                 |                                  |                                  |                                  |
| Bastad Tennis Stadium, Båstad, Suècia (terra batuda)               | Suècia                           | 0 − 5                            | Països Baixos (3)                |
| Segona ronda de permanència (28 i 30 d'octubre)                    |                                  |                                  |                                  |
| Clube de Tenis de Viana, Viana do Castelo, Portugal (terra batuda) | Portugal                         | 5 − 0                            | Eslovènia                        |
| Canada Stadium, Ramat ha-Xaron, Israel (dura)                      | Israel                           | 3 − 1                            | Suècia                           |

### Grup II
Els partits de la primera, segona i tercera ronda del Grup II africà-europeu es van disputar entre el 4 i 6 de març, 15 i 17 de juliol, i 16 i 18 de setembre de 2016 respectivament. Els dos equips vencedors de la tercera ronda van ascendir directament al Grup I del sector africà-europeu. Els quatre equips perdedors de la ronda de permanència, disputada el 15 i 17 de juliol, van descendir al Grup III. L'elecció dels caps de sèrie es va basar en el rànquing de la Copa Davis.
| Seu (superfície)                                                      | Equip local                         | Resultat                            | Equip visitant                      |
| Tercera ronda (16 i 18 de setembre)                                   | Tercera ronda (16 i 18 de setembre) | Tercera ronda (16 i 18 de setembre) | Tercera ronda (16 i 18 de setembre) |
| --------------------------------------------------------------------- | ----------------------------------- | ----------------------------------- | ----------------------------------- |
| Siemens Arena, Vilnius, Lituània (dura interior)                      | Lituània (1)                        | 0 − 5                               | Bòsnia i Hercegovina (5)            |
| Republic Olympic Training Center, Minsk, Belarús (dura)               | Belarús (3)                         | 4 − 1                               | Dinamarca (2)                       |
| Segona ronda (15 i 17 de juliol)                                      |                                     |                                     |                                     |
| Azuolynas Tennis Centre, Kaunas, Lituània (terra batuda)              | Lituània (1)                        | 3 − 2                               | Sud-àfrica (8)                      |
| Javna Ustanova Za Sport, Bihać, Bòsnia i Hercegovina (terra batuda)   | Bòsnia i Hercegovina (5)            | 3 − 1                               | Turquia                             |
| National Olympic Training Centre, Minsk, Belarús (dura)               | Belarús (3)                         | 4 − 1                               | Letònia (6)                         |
| Lyngbyhallen, Kongens Lyngby, Dinamarca (moqueta interior)            | Dinamarca (2)                       | 3 − 2                               | Finlàndia (7)                       |
| Primera ronda (4 i 6 de març)                                         |                                     |                                     |                                     |
| Šiauliai Arena, Šiauliai, Lituània (dura interior)                    | Lituània (1)                        | 3 − 2                               | Noruega                             |
| Irene Country Club, Centurion, Sud-àfrica (dura)                      | Sud-àfrica (8)                      | 5 − 0                               | Luxemburg                           |
| Ankara Tenis Kulübü, Ankara, Turquia (dura interior)                  | Turquia                             | 3 − 2                               | Bulgària (4)                        |
| Gradska Arena Zenica, Zenica, Bòsnia i Hercegovina (moqueta interior) | Bòsnia i Hercegovina (5)            | 3 − 1                               | Tunísia                             |
| Daugavpils Olimpiskais Centrs, Daugavpils, Letònia (dura interior)    | Letònia (6)                         | 3 − 2                               | Mònaco                              |
| El Gezera Sporting Club, El Caire, Egipte (terra batuda)              | Egipte                              | 1 − 3                               | Belarús (3)                         |
| Kittilan Urheiluhalli, Kittilä, Finlàndia (dura interior)             | Finlàndia (7)                       | 4 − 1                               | Zimbàbue                            |
| New Sport Hall, Tbilisi, Geòrgia (moqueta interior)                   | Geòrgia                             | 0 − 5                               | Dinamarca (2)                       |
| Ronda de permanència (15 i 17 de juliol)                              |                                     |                                     |                                     |
| Tennis Club Cap on Line, Capellen, Luxemburg (dura)                   | Luxemburg                           | 2 − 3                               | Noruega                             |
| Tennis Courts of Cité Nationale Sportive, Tunis, Tunísia (dura)       | Tunísia                             | 3 − 2                               | Bulgària (4)                        |
| Monte-Carlo Country Club, Ròcabruna, França (terra batuda)            | Mònaco                              | 3 − 1                               | Egipte                              |
| Mziuri Tennis Club, Tbilisi, Geòrgia (dura)                           | Geòrgia                             | 3 − 2                               | Zimbàbue                            |

### Grup III

#### Àfrica
Els partits del Grup III del sector africà es van disputar entre el 13 i el 16 de juliol de 2016 sobre terra batuda exterior en l'Antananarivo University d'Antananarivo, Madagascar. La primera fase estava formada per quatre grups de quatre països. Els primers de cada grup es van enfrontar en una eliminatòria, el primer del grup A contra el primer del B, i el primer del C contra el primer del D, per determinar els dos països que ascendien al Grup II del sector africà-europeu.
Grup A
|          | Marroc | Namíbia | Moçambic | Nigèria | Camerun | V − D | Partits | Pos. |
| Marroc   |        | 3−0     | 3−0      | 2−1     | 3−0     | 4−0   | 11−1    | 1    |
| Namíbia  | 0−3    |         | 3−0      | 2−1     | 3−0     | 3−1   | 8−4     | 2    |
| Moçambic | 0−3    | 0−3     |          | 0−3     | 0−3     | 0−4   | 0−12    | 5    |
| Nigèria  | 1−2    | 1−2     | 3−0      |         | 3−0     | 2−2   | 8−4     | 3    |
| Camerun  | 0−3    | 0−3     | 3−0      | 0−3     |         | 1−3   | 3−9     | 4    |

Grup B
|            | Algèria | Benín | Madagascar | Botswana | Kenya | V − D | Partits | Pos. |
| Algèria    |         | 0−3   | 0−3        | 2−1      | 0−3   | 1−3   | 2−10    | 4    |
| Benín      | 3−0     |       | 1−2        | 3−0      | 2−1   | 3−1   | 9−3     | 2    |
| Madagascar | 3−0     | 2−1   |            | 3−0      | 3−0   | 4−0   | 11−1    | 1    |
| Botswana   | 1−2     | 0−3   | 0−3        |          | 1−2   | 0−4   | 2−10    | 5    |
| Kenya      | 3−0     | 1−2   | 0−3        | 2−1      |       | 2−2   | 6−6     | 3    |

Play-offs
| Ronda         | Equip A  | Resultat | Equip B    |
| ------------- | -------- | -------- | ---------- |
| Ascens        | Marroc   | 2− 0     | Benín      |
| Ascens        | Namíbia  | 0 − 2    | Madagascar |
| Cinquè / Sisè | Nigèria  | 2− 1     | Kenya      |
| Setè / Vuitè  | Camerun  | 0 − 2    | Algèria    |
| Novè / Desè   | Moçambic | 0 − 2    | Botswana   |

#### Europa
Els partits del Grup III del sector europeu es van disputar entre el 2 i el 5 de març de 2016 sobre pista dura interior en el Tere Tennis Centre de Tallinn, Estònia. La primera fase estava formada per un grups de tres països i tres de quatre. Els primers de cada grup es van enfrontar en una eliminatòria, el primer del grup A contra el primer del B, i el primer del C contra el primer del D, per determinar els dos països que ascendien al Grup II del sector africà-europeu.
Grup A
|              | Moldàvia | Malta | San Marino | V − D | Partits | Pos. |
| Moldàvia (1) |          | 3−0   | 3−0        | 2−0   | 6−0     | 1    |
| Malta        | 0−3      |       | 2−1        | 1−1   | 2−4     | 2    |
| San Marino   | 0−3      | 1−2   |            | 0−2   | 1−5     | 3    |

Grup B
|                    | Irlanda | Macedònia del Nord | Armènia | Albània | V − D | Partits | Pos. |
| Irlanda (2)        |         | 2−1                | 3−0     | 3−0     | 3−0   | 8−1     | 1    |
| Macedònia del Nord | 1−2     |                    | 3−0     | 3−0     | 2−1   | 7−2     | 2    |
| Armènia            | 0−3     | 0−3                |         | 2−1     | 1−2   | 2−7     | 3    |
| Albània            | 0−3     | 0−3                | 1−2     |         | 0−3   | 1−8     | 4    |

Grup C
|            | Xipre | Montenegro | Islàndia | Andorra | V − D | Partits | Pos. |
| Xipre (3)  |       | 3−0        | 2−1      | 3−0     | 3−0   | 8−1     | 1    |
| Montenegro | 0−3   |            | 2−1      | 2−1     | 2−1   | 4−5     | 2    |
| Islàndia   | 1−2   | 1−2        |          | 1−2     | 0−3   | 3−6     | 4    |
| Andorra    | 0−3   | 1−2        | 2−1      |         | 1−2   | 3−6     | 3    |

Grup D
|               | Estònia | Grècia | Liechtenstein | Kosovo | V − D | Partits | Pos. |
| Estònia (4)   |         | 3−0    | 3−0           | 3−0    | 3−0   | 9−0     | 1    |
| Grècia        | 0−3     |        | 3−0           | 3−0    | 2−1   | 6−3     | 2    |
| Liechtenstein | 0−3     | 0−3    |               | 3−0    | 1−2   | 3−6     | 3    |
| Kosovo        | 0−3     | 0−3    | 0−3           |        | 0−3   | 0−9     | 4    |

Play-offs
| Ronda            | Equip A            | Resultat | Equip B       |
| ---------------- | ------------------ | -------- | ------------- |
| Ascens           | Moldàvia           | 0 − 2    | Estònia       |
| Ascens           | Irlanda            | 0 − 2    | Xipre         |
| Cinquè / Vuitè   | Malta              | 1 − 2    | Grècia        |
| Cinquè / Vuitè   | Macedònia del Nord | 2 − 0    | Montenegro    |
| Novè / Dotzè     | San Marino         | 1 − 2    | Liechtenstein |
| Novè / Dotzè     | Armènia            | 1 − 2    | Andorra       |
| Tretzè / Catorzè | Albània            | 0 − 3    | Islàndia      |
| Quinzè           | Kosovo             |          |               |

## Sector Amèrica

### Grup I
Els partits de la primera i segona ronda del Grups I americà es van disputar entre el 4 i 6 de març, i 15 i 17 de juliol de 2016 respectivament. Els equips vencedors de la segona ronda van accedir al Play-off del Grup Mundial mentre que els perdedors de la primera ronda van accedir al Play-off de descens al Grup II. Les rondes del play-off de descens es va disputar entre els dies 16 i 18 de setembre, i 25 i 27 de novembre. L'elecció dels caps de sèrie es va basar en el rànquing de la Copa Davis.
| Seu (superfície)                                                                    | Equip local                      | Resultat                         | Equip visitant                   |
| Segona ronda (15 i 17 de juliol)                                                    | Segona ronda (15 i 17 de juliol) | Segona ronda (15 i 17 de juliol) | Segona ronda (15 i 17 de juliol) |
| ----------------------------------------------------------------------------------- | -------------------------------- | -------------------------------- | -------------------------------- |
| Arena Minas Tenis Clube, Belo Horizonte, Brasil (terra batuda interior)             | Brasil (1)                       | 3 − 1                            | Equador                          |
| Centro Recreacional de Ejercito Wuaiquique, Iquique, Xile (terra batuda)            | Xile                             | 3 − 1                            | Colòmbia (2)                     |
| Primera ronda (4 i 6 de març)                                                       |                                  |                                  |                                  |
| Portoviejo Tennis Club, Portoviejo, Equador (terra batuda)                          | Equador                          | 5 − 0                            | Barbados                         |
| Estadio Nacional Julio Martínez Prádanos, Santiago, Xile (terra batuda)             | Xile                             | 5 − 0                            | República Dominicana             |
| Primera ronda de permanència (16 i 18 de setembre)                                  |                                  |                                  |                                  |
| Centro Español Inc, Santiago de los Caballeros, República Dominicana (terra batuda) | República Dominicana             | 1 − 4                            | Colòmbia (2)                     |
| Segona ronda de permanència (28 i 30 d'octubre)                                     |                                  |                                  |                                  |
| Parque Del Este, Santo Domingo, República Dominicana (dura)                         | República Dominicana             | 3 − 2                            | Barbados                         |

### Grup II
Els partits de la primera, segona i tercera ronda del Grup II americà es van disputar entre el 4 i 6 de març, 15 i 17 de juliol, i 16 i 18 de setembre de 2016 respectivament. L'equip vencedor de la tercera ronda va ascendir directament al Grup I del sector americà. Els dos equips perdedors de la ronda de permanència, disputada el 15 i 17 de juliol, van descendir al Grup III. L'elecció dels caps de sèrie es va basar en el rànquing de la Copa Davis.
| Seu (superfície)                                                   | Equip local                         | Resultat                            | Equip visitant                      |
| Tercera ronda (16 i 18 de setembre)                                | Tercera ronda (16 i 18 de setembre) | Tercera ronda (16 i 18 de setembre) | Tercera ronda (16 i 18 de setembre) |
| ------------------------------------------------------------------ | ----------------------------------- | ----------------------------------- | ----------------------------------- |
| Cancha Central, Barcelona, Veneçuela (dura)                        | Veneçuela (2)                       | 2 − 3                               | Perú                                |
| Segona ronda (15 i 17 de juliol)                                   |                                     |                                     |                                     |
| Club Tennis Las Terrazas Miraflores, Lima, Perú (terra batuda)     | Perú                                | 4 − 1                               | Mèxic (3)                           |
| CP de Ciudad Merliot, Santa Tecla, El Salvador (dura)              | El Salvador (4)                     | 2 − 3                               | Veneçuela (2)                       |
| Primera ronda (4 i 6 de març)                                      |                                     |                                     |                                     |
| Club Tennis Las Terrazas Miraflores, Lima, Perú (terra batuda)     | Perú                                | 3 − 2                               | Uruguai (1)                         |
| Juan Camilo Mouriño Terrazo Stadium, Campeche, Mèxic (dura)        | Mèxic (3)                           | 3 − 2                               | Guatemala                           |
| CP de Ciudad Merliot, Santa Tecla, El Salvador (dura)              | El Salvador (4)                     | 3 − 2                               | Puerto Rico                         |
| Cancha Jose Ignacio Colell, Valencia, Veneçuela (dura)             | Veneçuela (2)                       | 5 − 0                               | Paraguai                            |
| Ronda de permanència (16 i 18 de setembre)                         |                                     |                                     |                                     |
| Federación Nacional de Tenis de Campo, Guatemala, Guatemala (dura) | Guatemala                           | 4 − 1                               | Uruguai (1)                         |
| Club Internacional de Tenis, Asunción, Paraguai (terra batuda)     | Paraguai                            | 5 − 0                               | Puerto Rico                         |

### Grup III
Els partits del Grup III del sector americà es van disputar entre l'11 i el 16 de juliol de 2016 sobre terra batuda exterior en el Club de Tenis La Paz de La Paz, Bolívia. La primera fase estava formada per un grup de quatre països i un de cinc. Els dos primers de cada grup es van enfrontar en una eliminatòria, el primer del grup A contra el segon del B, i el primer del B contra el segon de l'A, per determinar els dos països que ascendien al Grup II del sector americà.
Grup A
|         | Bolívia | Jamaica | Cuba | Panamà | V − D | Partits | Pos. |
| Bolívia |         | 3−0     | 3−0  | 3−0    | 3−0   | 9−0     | 1    |
| Jamaica | 0−3     |         | 3−0  | 3−0    | 2−1   | 6−3     | 2    |
| Cuba    | 0−3     | 0−3     |      | 3−0    | 1−2   | 3−6     | 3    |
| Panamà  | 0−3     | 0−3     | 0−3  |        | 0−3   | 0−9     | 4    |

Grup B
|                   | Bahames | Hondures | Costa Rica | Bermudes | Trinitat i Tobago | V − D | Partits | Pos. |
| Bahames           |         | 2−1      | 2−1        | 3−0      | 3−0               | 4−0   | 10−2    | 1    |
| Hondures          | 1−2     |          | 1−2        | 3−0      | 2−1               | 2−2   | 7−5     | 3    |
| Costa Rica        | 1−2     | 2−1      |            | 2−1      | 3−0               | 3−1   | 8−4     | 2    |
| Bermudes          | 0−3     | 0−3      | 1−2        |          | 2−1               | 1−3   | 3−9     | 4    |
| Trinitat i Tobago | 0−3     | 1−2      | 0−3        | 1−2      |                   | 0−4   | 2−10    | 5    |

Play-offs
| Ronda         | Equip A           | Resultat | Equip B    |
| ------------- | ----------------- | -------- | ---------- |
| Ascens        | Bolívia           | 2− 0     | Costa Rica |
| Ascens        | Jamaica           | 0 − 2    | Bahames    |
| Cinquè / Sisè | Cuba              | 2 − 0    | Hondures   |
| Setè / Vuitè  | Panamà            | 0 − 3    | Bermudes   |
| Novè          | Trinitat i Tobago |          |            |

## Sector Àsia/Oceania

### Grup I
Els partits de la primera i segona ronda del Grup I asiàtico-oceànic es van disputar entre el 4 i 6 de març, i 15 i 17 de juliol de 2016 respectivament. Els dos equips vencedors de la segona ronda va accedir al Play-off del Grup Mundial mentre que els perdedors de la primera ronda van accedir al Play-off de descens al Grup II. Les rondes del play-off de descens es va disputar entre els dies 16 i 18 de setembre, i 25 i 27 de novembre, i l'equip derrotats va descendir al Grup II. L'elecció dels caps de sèrie es va basar en el rànquing de la Copa Davis.
| Seu (superfície)                                                 | Equip local                      | Resultat                         | Equip visitant                   |
| Segona ronda (15 i 17 de juliol)                                 | Segona ronda (15 i 17 de juliol) | Segona ronda (15 i 17 de juliol) | Segona ronda (15 i 17 de juliol) |
| ---------------------------------------------------------------- | -------------------------------- | -------------------------------- | -------------------------------- |
| Chandigarh Club Limited, Chandigar, Índia (gespa)                | Índia (1)                        | 4 − 1                            | Corea del Sud                    |
| Olympic Tennis School, Taixkent, Uzbekistan (terra batuda)       | Uzbekistan (2)                   | 3 − 2                            | R.P. de la Xina                  |
| Primera ronda (4 i 6 de març)                                    |                                  |                                  |                                  |
| Olympic Tennis Courts, Seül, Corea del Sud (dura)                | Corea del Sud                    | 3 − 1                            | Nova Zelanda                     |
| Sri Lanka Tennis Association, Colombo, Sri Lanka (terra batuda)  | Pakistan                         | 0 − 5                            | R.P. de la Xina                  |
| Primera ronda del play-off de descens (16 i 18 de setembre)      |                                  |                                  |                                  |
| Segona ronda del play-off de descens (28 i 30 d'octubre)         |                                  |                                  |                                  |
| Z Enery Wilding Park, Christchurch, Nova Zelanda (dura interior) | Nova Zelanda                     | 5 − 0                            | Pakistan                         |

### Grup II
Els partits de la primera, segona i tercera ronda del Grup I asiàtico-oceànic es van disputar entre el 4 i 6 de març, 15 i 17 de juliol, i 16 i 18 de setembre de 2016 respectivament. L'equip vencedor de la tercera ronda va accedir al Grup I mentre que els perdedors de la primera ronda van accedir al Play-off de descens al Grup II. Les rondes del play-off de descens es va disputar entre els dies 15 i 17 de juliol, i els dos equips derrotats van descendir al Grup III. L'elecció dels caps de sèrie es va basar en el rànquing de la Copa Davis.
| Seu (superfície)                                                            | Equip local                         | Resultat                            | Equip visitant                      |
| Tercera ronda (16 i 18 de setembre)                                         | Tercera ronda (16 i 18 de setembre) | Tercera ronda (16 i 18 de setembre) | Tercera ronda (16 i 18 de setembre) |
| --------------------------------------------------------------------------- | ----------------------------------- | ----------------------------------- | ----------------------------------- |
| The National Tennis Development Center, Nonthaburi, Tailàndia (dura)        | Tailàndia (2)                       | 2 − 3                               | República de la Xina (1)            |
| Segona ronda (15 i 17 de juliol)                                            |                                     |                                     |                                     |
| Philippine Columbian Association, Manila, Filipines (terra batuda interior) | Filipines (3)                       | 1 − 3                               | República de la Xina (1)            |
| The National Tennis Development Center, Nonthaburi, Tailàndia (dura)        | Tailàndia (2)                       | 5 − 0                               | Vietnam                             |
| Primera ronda (4 i 6 de març)                                               |                                     |                                     |                                     |
| Kaohsiung Yangming TC, Kaohsiung, Rep. de la Xina (terra batuda)            | República de la Xina (1)            | 4 − 1                               | Malàisia                            |
| Valle Verde Country Club, Pasig, Filipines (terra batuda)                   | Filipines (3)                       | 5 − 0                               | Kuwait                              |
| Gelora Manahan Tennis Stadium Complex, Surakarta, Indonèsia (dura)          | Indonèsia (4)                       | 2 − 3                               | Vietnam                             |
| The National Tennis Development Center, Nonthaburi, Tailàndia (dura)        | Tailàndia (2)                       | 3 − 2                               | Sri Lanka                           |
| Ronda de permanència (15 i 17 de juliol)                                    |                                     |                                     |                                     |
| Kuwait Tennis Federation Center, Meshref, Kuwait (dura)                     | Kuwait                              | 4 − 1                               | Malàisia                            |
| Gelora Manahan Tennis Stadium Complex, Surakarta, Indonèsia (dura)          | Indonèsia (4)                       | 5 − 0                               | Sri Lanka                           |

### Grup III
Els partits del Grup III del sector asiàtico-oceànic es van disputar entre l'11 i el 16 de juliol de 2016 sobre terra batuda exterior en el Enghelab Sports Complex de Teheran, Iran. La primera fase estava formada per dos grups de quatre i cinc països. El dos primers de cada grup es van enfrontar en una eliminatòria, el primer del grup A contra el segon del B i el primer del B contra el segon de l'A, per determinar els dos països que ascendien al sector Àsia/Oceania del Grup II. Els dos últims de cada grup també es van enfrontar en una eliminatòria per determinar els dos països que descendien al Grup IV.
Grup A
|                 | Iran | Turkmenistan | Hong Kong | Pacific Oceania | V − D | Partits | Pos. |
| Iran            |      | 3−0          | 2−1       | 3−0             | 3−0   | 8−1     | 1    |
| Turkmenistan    | 0−3  |              | 1−2       | 1−2             | 0−3   | 2−7     | 4    |
| Hong Kong       | 1−2  | 2−1          |           | 3−0             | 2−1   | 3−6     | 2    |
| Pacific Oceania | 0−3  | 2−1          | 0−3       |                 | 1−2   | 5−4     | 3    |

Grup B
|          | Síria | Líban | Cambodja | Qatar | Singapur | V − D | Partits | Pos. |
| Síria    |       | 0−3   | 3−0      | 2−1   | 3−0      | 3−1   | 8−4     | 2    |
| Líban    | 3−0   |       | 3−0      | 3−0   | 3−0      | 4−0   | 12−0    | 1    |
| Cambodja | 0−3   | 0−3   |          | 0−3   | 2−1      | 1−3   | 2−10    | 4    |
| Qatar    | 1−2   | 0−3   | 3−0      |       | 3−0      | 2−2   | 7−5     | 3    |
| Singapur | 0−3   | 0−3   | 1−2      | 0−3   |          | 0−4   | 1−11    | 5    |

Play-offs
| Ronda   | Equip A         | Resultat | Equip B  |
| ------- | --------------- | -------- | -------- |
| Ascens  | Iran            | 2 − 1    | Síria    |
| Ascens  | Hong Kong       | 2 − 1    | Líban    |
| Cinquè  | Qatar           |          |          |
| Descens | Turkmenistan    | 2 − 1    | Cambodja |
| Descens | Pacific Oceania | 3− 0     | Singapur |

### Grup IV
Els partits del Grup IV del sector asiàtico-oceànic es van disputar entre el 13 i el 16 de juliol de 2016 sobre terra batuda exterior en el Al-Hussein Sport City d'Amman, Jordània. La primera fase estava formada per tres grups de tres països i un de quatre. Els primers de cada grup es van enfrontar en una eliminatòria per determinar els dos països que ascendien al sector Àsia/Oceania del Grup III.
Grup A
|                     | Emirats Àrabs Units | Aràbia Saudita | Oman | Myanmar | V − D | Partits | Pos. |
| Emirats Àrabs Units |                     | 3−0            | 3−0  | 3−0     | 3−0   | 9−0     | 1    |
| Aràbia Saudita      | 0−3                 |                | 2−1  | 1−2     | 1−2   | 3−6     | 3    |
| Oman                | 0−3                 | 1−2            |      | 2−1     | 1−2   | 3−6     | 2    |
| Myanmar             | 0−3                 | 2−1            | 1−2  |         | 1−2   | 3−6     | 4    |

Grup B
|             | Jordània | Iraq | Bahrain | Mongòlia | Tadjikistan | V − D | Partits | Pos. |
| Jordània    |          | 3−0  | 3−0     | 3−0      | 3−0         | 4−0   | 12−0    | 1    |
| Iraq        | 0−3      |      | 0−3     | 2−1      | 2−1         | 2−2   | 4−8     | 3    |
| Bahrain     | 0−3      | 3−0  |         | 2−1      | 2−1         | 3−1   | 7−5     | 2    |
| Mongòlia    | 0−3      | 1−2  | 1−2     |          | 0−3         | 0−4   | 2−10    | 5    |
| Tadjikistan | 0−3      | 1−2  | 1−2     | 3−0      |             | 1−3   | 5−7     | 4    |

Play-offs
| Ronda         | Equip A             | Resultat | Equip B     |
| ------------- | ------------------- | -------- | ----------- |
| Ascens        | Oman                | 1 − 2    | Jordània    |
| Ascens        | Emirats Àrabs Units | 3 − 0    | Bahrain     |
| Cinquè / Sisè | Aràbia Saudita      | 0 − 3    | Iraq        |
| Setè / Vuitè  | Myanmar             | 2− 1     | Tadjikistan |
| Novè          | Mongòlia            |          |             |

## Resum
| Grup         | Grup      | Països                                                                           |
| ------------ | --------- | -------------------------------------------------------------------------------- |
| Grup Mundial | Campió    | Argentina                                                                        |
| Grup Mundial | Finalista | Croàcia                                                                          |
| Grup Mundial | Descens   | Kazakhstan, Polònia                                                              |
| Grup I       | Ascens    | Espanya, Rússia                                                                  |
| Grup I       | Descens   | Barbados, Eslovènia, Pakistan, Suècia                                            |
| Grup II      | Ascens    | Belarús, Bòsnia i Hercegovina, Perú, República de la Xina                        |
| Grup II      | Descens   | Bulgària, Egipte, Luxemburg, Malàisia, Puerto Rico, Sri Lanka, Uruguai, Zimbàbue |
| Grup III     | Ascens    | Bahames, Bolívia, Estònia, Hong Kong, Iran, Madagascar, Marroc, Xipre            |
| Grup III     | Descens   | Cambodja, Singapur                                                               |
| Grup IV      | Ascens    | Emirats Àrabs Units, Jordània                                                    |

## Rànquing
| Rànquing de la Copa Davis ITF 2016 (28/11/2016) | Rànquing de la Copa Davis ITF 2016 (28/11/2016) | Rànquing de la Copa Davis ITF 2016 (28/11/2016) | Rànquing de la Copa Davis ITF 2016 (28/11/2016) | Rànquing de la Copa Davis ITF 2016 (28/11/2016) | Rànquing de la Copa Davis ITF 2016 (28/11/2016) |
| Pos.                                            | País                                            | Punts                                           | Eliminatòries                                   | Ant.                                            | Mov.                                            |
| ----------------------------------------------- | ----------------------------------------------- | ----------------------------------------------- | ----------------------------------------------- | ----------------------------------------------- | ----------------------------------------------- |
| 1                                               | Argentina                                       | 31.817,50                                       | 12                                              | 6                                               | 5                                               |
| 2                                               | Regne Unit                                      | 25.408,76                                       | 11                                              | 1                                               | 1                                               |
| 3                                               | Croàcia                                         | 15.702,50                                       | 10                                              | 16                                              | 13                                              |
| 4                                               | França                                          | 15.550,00                                       | 11                                              | 5                                               | 1                                               |
| 5                                               | Suïssa                                          | 13.700,00                                       | 10                                              | 3                                               | 2                                               |
| 6                                               | Txèquia                                         | 12.812,50                                       | 11                                              | 2                                               | 4                                               |
| 7                                               | Bèlgica                                         | 11.073,75                                       | 10                                              | 4                                               | 3                                               |
| 8                                               | Sèrbia                                          | 7.500,00                                        | 10                                              | 7                                               | 1                                               |
| 9                                               | Austràlia                                       | 7.093,75                                        | 10                                              | 8                                               | 1                                               |
| 10                                              | Itàlia                                          | 6.852,50                                        | 9                                               | 9                                               | 1                                               |